# Schultheiss Quartier
Das Schultheiss Quartier ist ein revitalisiertes Einkaufszentrum auf dem Areal der ehemaligen Schultheiss-Brauerei im Berliner Ortsteil Moabit. Das Schultheiss Quartier ist eines der Projekte der HGHI Holding GmbH des Investors Harald Huth. Die historischen, denkmalgeschützten Gebäudeteile der alten Brauerei auf dem Grundstück zwischen Turm-, Strom- und Perleberger Straße wurden in dem Zuge saniert und um Neubauten ergänzt. 2012 erwarb die HGHI Holding GmbH das Brauereigelände. Die Bauarbeiten fingen im Herbst 2015 an und wurden im Sommer 2018 beendet.
Das Schultheiss Quartier umfasste zunächst 30.000 m² Verkaufs- und rund 15.000 m² Büroflächen sowie ein Hotel mit 8.500 m² Fläche und 250 Zimmern. Anstatt der erwarteten Aufwertung des Gebietes rund um das Schultheiss-Quartier sind die Besucherzahlen jedoch erstaunlicherweise gesunken. Bereits nach wenigen Jahren erfolgte ein Umbau des Einkaufszentrums mit einer deutlichen Verkleinerung des Obergeschosses, um die Zahl leerstehender Verkaufsflächen zu verringern. Laut Eigenangabe umfasst die Verkaufsfläche nur noch 20.000 m², während die Bürofläche auf 25.000 m² vergrößert wurde.
Im Juli 2024 wurde bekannt, dass bis 2026 insgesamt 5.000 m² Bürofläche in 121 möblierte Apartments für Touristen und Geschäftsreisende umgebaut werden.